# Diango Malacarne
Pour les articles homonymes, voir Malacarne.
Diango Malacarne (né le 19 novembre 1976 à Bienne) est un footballeur suisse.

## Carrière
- 1996-1999 : BSC Young Boys  Suisse
- 1999-2000 : FC Zurich  Suisse
- 2000-2002 : BSC Young Boys  Suisse
- 2002-2003 : FC Lucerne  Suisse
- 2003-2007 : Yverdon-Sport FC  Suisse
- 2008-2009 : FC Lausanne-Sport  Suisse
- 2010-2017 : FC Baulmes  Suisse